# Našrot
NAŠROT je česká rocková skupina hrající styl HC-crossover. Vznikla roku 1988 a dva roky vystupovala pouze na undergroundových akcích, proto zpočátku nepatřila k těm nejznámějším. Od roku 1990 už koncertuje oficiálně a taktéž vydává pravidelně alba. V roce 1991 přešla na zpěv v angličtině. Je známa agresivními a divokými koncerty. 

## Historie
Skupina Našrot vznikla v Československu ve městě Havlíčkův Brod v březnu 1988 jako pozůstatek tří lokálních undergroundových souborů – Maama, Gumovej Knedlík a Křečový žíly. Založili ji zpěvák a kytarista Petr „Hraboš“ Hrabalik, baskytarista Jiří „Martha“ Dvořák a bubeník Jouza Bárta.

### Osmdesátá léta
Inspirována hudbou Dead Kennedys a The Who skupina vytvářela velmi rychlé a krátké vypalovačky se sociální, kulturní a hospodskou tematikou. Její styl by bylo možné označit za hardcore, třebaže kapela samotná tvrdila, že hraje speciální odnož žánru: pub-core. Texty písní byly pochopitelně v češtině. Vymyslela si i svůj vlastní subkulturní status – "vagabundi", což mělo být jakési spojení undergroundů a punků. V letech 1988 a 1989 mohla skupina vystupovat pouze na neoficiálních, undergroundových koncertech; jedinou polooficiální akcí,které se tehdy zúčastnila, byl známý festival HC a punku "Punkeden", který se konal v říjnu 1989. Hudba z tohoto období Našrotu je shrnuta na prvním demosnímku „Totálně našrot“ (1989) a zaujmou zvláště skladby Našrot a Hodnej kluk.

### Devadesátá léta
Po sametové revoluci (listopad 1989) Našrot mohl koncertovat i oficiálně. Nové písně se nesly zhruba ve stejném duchu jako starší repertoár. Výběr z těchto skladeb pak sloužil jako základ k prvnímu oficiálnímu albu skupiny „Destructive Tour“ (1991). Je nazpíváno opět česky a celkový zvuk není příliš dobrý. Malými hity se staly písně Malá je naděje a Hnijící královna.
V letech 1991 a 1992 dochází v kapele k několika změnám. V hudbě se Našrot začíná přiklánět k různorodému stylu hardcore-crossover – některé svoje skladby zpomaluje a vkládá do nich prvky hard rocku, rapu a funku. Také jazyk písniček se mění na angličtinu. A konečně došlo i ke změně personální: v červenci 1992 přišel nový kytarista Tomáš „Ceemek“ Hájek. Hrabalik se tedy soustředil už jen na zpěv. Skupina v tomto období také několikrát zahrála v Rakousku (mj. Bulldog Rock Festival), Švýcarsku a Německu.
Na konci roku 1993 vyšlo v sestavě Hrabalik-Dvořák-Bárta-Hájek další album „Brain Investigator“, které je již celé v angličtině. Kritici ho hodnotí velmi kladně ale vytýkají kapele její stylovou rozevlátost. Líbí se zejména skladby Kiss Of The Death-Time, Lies, Hollywood, 21 Reasons Why White Men Can't Sing Rap, Simply Stupid Day a The Braininvestigator. Zaujme i tvrdá coververze písně Break On Through od The Doors. Další deska „Cornered Animal“ (1995) je naopak jako monolit – nekompromisně tvrdá a sevřená, jen s občasnými funky pasážemi. Svým stylem připomíná americké HC-crossoverové kapely. Posluchači ocenili zejména skladby I Killed My Little Pony, Bastard, The Love Of A Psycho, dobrá je i coververze písně Purple Haze od Jimi Hendrixe.
Od roku 1995 až do současnosti je skupina častým hostem známého trutnovského festivalu. V roce 1996 byl Našrot jako jedna z nejlepších českých koncertních kapel, vybrán pro účast na JAM 96, prvním velkém mezinárodním festivalu, který se v České republice konal (dále např. Ministry, Iggy Pop, Bad Religion, Frank Black, Shane MacGowan, Dog Eat Dog, Chumbawamba, Echobelly atd.).
V polovině roku 1997 Našrot natočil další album „The Guide To The Wild Years“ (pro potíže s distributory se objevilo na trhu až na jaře příštího roku), na němž se opět vrací ke stylové různorodosti. I když znovu převažují tvrdé kytary, přibyly na něm bubínky, klávesy a dokonce se na něm objeví i tichá, pomalá skladba (sic!). Kritiky je vysoce hodnoceno, zajímavými skladbami jsou Rhythm Of The Jungle/Lost Generation, Us And Them, No Way In This Reality, Tequila Under The Dark Sun a metallicovský ploužák Flashbacks. Milovníky The Beatles určitě „nepotěší“ ulítlá coververze písničky Paperback Writer.

### Po roce 2000
Rok 2000 znamená pro Našrot vrcholné tvůrčí období, neboť natáčí svoji nejlepší desku „The Mirror & The Mask“. Ta je hudební koláží tvořenou tvrdým hardcore, klasickým hard rockem, independentním kytarovým rockem, funkem, acid jazzem s výrazným vlivem ethno a orientální hudby. Obsahuje excelentní skladby jako třeba Life Is Elsewhere, Snowing In The Desert, Going To Shamballah, Highway 2000, Arabian Magic Train, výborná je coververze skladby I'm Free od The Who.
V roce 2001 zazní dvě starší písně kapely ve krátkometrážním filmu Petra Zelenky „Powers“. V podobném duchu jako „the mirror…“ je natočeno i šesté album „Psychorama“ (2003). Je však textově i hudebně mnohem ponurejší a klávesy na něm hrají rovnocennou roli s kytarou. Obsahuje výborné skladby We'll Never Die, It's My Homework, Downtown, Looking Into Your Privacy a War Or Peace & Love. Zvláštní je i folk-rocková (!) coververze skladby Whole Lotta Love od Led Zeppelin.
Poté nahrávací aktivity skupiny Našrot na čas usnuly, pouze v roce 2005 se jedna její píseň Man In The Air objevila na soundtracku k filmu Petra Zelenky „Příběhy obyčejného šílenství“.
Na konci roku 2007 soubor natočil základy svého nového alba „Rag(e)time“, které bylo dokončeno v létě 2008. Hudebně je jakýmsi shrnutím, všeho toho, co se kdy fanouškům na kapele líbilo, je zde přítomen klasický rock, hardcore, punk, rap, folk-rock, to vše většinou s kritickými texty. Kvalitními songy jsou zde zejména skladby Bloody Oil, I Want To Take You Away From Here, Only Pain a Words Are Dead. Jako obligátní coververzi našroti zvolili píseň Sunday Morning od newyorských Velvet Underground.
V prosinci roku 2008 proběhl v Praze koncert „20 let Našrot“, který byl natočen kamerami a v dalším roce sestříhán do podoby dokumentu. DVD s názvem „Live In Praha“ vyšlo ale až v roce 2011 jako součást knihy Radka Diestlera „Totálně Našrot aneb Příběh naší nejlepší neperspektivní kapely“. Druhou přílohou knihy se pak stalo CD "Unplugged", obsahující předělané starší skladby souboru, přičemž se mezi nimi objevily i novinkové songy Night In Lhasa a Windy Day (A Slow Pathetic Song Smelling Of Camp). V roce 2015 pak vyšel záznam "bezproudového" koncertu kapely na dvojalbu s názvem "Flashbacks - Live Unplugged".
Ke třicátému výročí existence kapely vyšla v roce 2018 velká kompilace "The Best Of Našrot - Back To The Past", ve formě 3CD. Obsahuje i dvě novinkové skladby: The Old Hobo a Dark East Mordor, přičemž na druhou z nich byl natočen sedmiminutový videoklip.
Skupina hraje v současné době v neměnné sestavě P. Hrabalik (voc, g), J. Dvořák (bg), J. Bárta (ds) a T. Hájek (lg) a stále koncertuje, zejména po České republice.

## Členové
- Petr Hrabalik „Hraboš“(zpěv, kytara)
- Tomáš „Ceemek“ Hájek (kytara)
- Jiří „Martha“ Dvořák (baskytara)
- Josef „Jouza“ Bárta (bicí)

## Diskografie - řadová alba
- Destructive Tour (1991, CD, MC, LP Monitor 01-0020-2331)
- Brain Investigator (1993, CD, MC, Popron Music 54034-2)
- Cornered Animal (1995, CD, MC, Popron Music 54102-2)
- The Guide To The Wild Years (1997/8, CD, MC, Save 0003-2)
- The Mirror & The Mask (2000, CD, MC, Black Point 0120-2)
- Psychorama (2003, CD, Black Point 0149-2)
- Rag(e)time (2008, CD, Nasrot 001)

## Kompilace & Live
- Našrot Unplugged (2011, CD, Nasrot 003)
- Flashbacks – Live Unplugged (2015, 2CD, Nasrot 005)
- The Best Of Našrot – Back To The Past (2018, 3CD, Nasrot 006)

## Dema
- Totálně našrot (1989, MC, Fuck rec.)
- Live In Prague (1991, MC, Fuck rec.)
- Promo demo (1995)
- Totálně našrot (pův. demo 1989, reedice na LP – 2016, PHR, PH 140)

## Samplery
- Rebelie – Punk'n'Oi! (1990, CD, MC, LP Monitor 01 0001-1311)
- Black Point Sampler 2001 (2001, CD, Black Point Music BP 0132-2)
- Black Point Music 2002-2003 (2004, CD, Black Point Music BP 0150-2)
- HB Fest (2008, CD, Cecek Records CR 058)
- Stálo to za to! (2019, 2CD, kompilace live, Popmuseum & ÚSD)

## Soundtracky
- Příběhy obyčejného šílenství (2005, CD, Sony Music, 519806 2)

## DVD
- Live In Praha (2011, DVD, Petrkov Nasrot 002)

## Knihy
- Radek Diestler: Totálně Našrot aneb Příběh naší nejlepší neperspektivní kapely (2011, Petrkov)